# Madame X Tour
Madame X Tour foi a décima primeira turnê da cantora estadunidense Madonna, em apoio ao seu décimo quarto álbum de estúdio Madame X (2019). A turnê, que consistia em 75 concertos exclusivamente em teatros e foi gerenciada pela Maverick e pela Live Nation Entertainment, teve início em 17 de setembro de 2019, em Nova Iorque, nos Estados Unidos, e estava prevista para ser encerrada em 11 de março de 2020, em Paris, na França, mas devido à pandemia de COVID-19 teve de ser cancelada terminando a 8 de março.
Esta foi a primeira vez que a cantora fez uma turnê em locais pequenos desde a The Virgin Tour, em 1985. A turnê consistiu em datas apenas nos Estados Unidos, Inglaterra, França, e Portugal. Devido à demanda popular, novas datas foram adicionadas em Nova Iorque e Los Angeles, no mesmo dia em que a turnê foi anunciada oficialmente. Em 20 de maio de 2019, as datas para as demais cidades dos EUA foram anunciadas oficialmente, e em 9 de setembro de 2019, São Francisco, nos EUA, foi adicionada ao itinerário. Um dia antes do início oficial da turnê, mais dois shows foram adicionados em Miami, nos EUA.
Celebridades como Debi Mazar, Rosie O'Donnell, Spike Lee e Anderson Cooper foram vistas no noite de abertura da turnê, ocorrida na Academia de Música do Brooklyn.

## Antecedentes
Madonna primeiramente expressou seu interesse em montar um show de menor escala durante uma entrevista à BBC News, quando promovia o álbum ao vivo da turnê Rebel Heart Tour, em setembro de 2017. Ela explicou: "Eu já fiz tantos shows—turnês mundiais, estádios, arenas esportivas, de tudo—que eu sinto que agora eu tenho que reinventar isso também. Eu gosto de fazer shows íntimos e poder falar diretamente com o público".
Além disso, ela implementou uma política de proibição telefones para maximizar a intimidade do show e para as pessoas se concentrarem na arte. No entanto, a decisão recebeu reações mistas dos fãs online.
Madonna fez a seguinte declaração sobre as pessoas que violaram a política de não usar câmeras: "Três shows da Madame X e eu curti cada minuto dessa experiência íntima! Adoro olhar para o público e não ver iPhones e as câmeras piscando, mas sim os olhos, sorrisos e rostos humanos felizes. No entanto, estou perplexa e confusa com algumas pessoas que insistem em entrar com segundas câmeras escondidas e desconsideraram meu pedido de não gravar o show. Este pedido é comum em todos os shows da Broadway, concertos de dança, comédia de stand-up e no Opera. As pessoas que ignoram o meu pedido não estão se permitindo apreciar o show completamente, mas também mostram falta de respeito e consideração aos meus desejos. Se você não consegue viver sem o telefone por duas horas, essa experiência não é para você."
Em relação ao merchandise, Madonna anunciou uma loja pop-up uma semana antes do primeiro show, na cidade de Nova Iorque, nos Estados Unidos. Além disso, ela colaborou com os cosméticos Too Faced para lançar dois kits de maquiagem inspirados na maquiagem que Madonna usará durante os shows.

## Recepção crítica
As três primeiras noites do show, na Academia de Música do Brooklyn, foram recebidas com aclamação universal por críticos e fãs. As publicações Rolling Stone, Billboard, The New York Times, The Irish Times analisaram-no, assim como The Sun, Entertainment Weekly, entre outros, elogiando a intimidade, a estética e a produção visual do show, bem como o repertório, além dos vocais e visão musical de Madonna.
Alguns críticos declararam:
Leah Greenblatt da Entertainment Weekly:
[...] quando o construto da Madame X desapareceu, o que permaneceu foi algo mais simples e de certa forma muito mais gratificante do que a equestre ou a instrutora de cha-cha ou a santa (ou até mesmo a mãe, a tagarela, a outrora comediante de stand up): Não apenas uma estrela pop e provocadora perene, mas um artista na íntegra.
Jon Pareles do The New York Times:
Tanto como álbum quanto show, "Madame X" é a mais recente declaração de Madonna de uma identidade desafiadora, segura e flexível, totalmente à vontade com as dualidades [...] Sim, ela tem 61 anos, mas sua música permanece decididamente contemporânea.
Rob Sheffield da Rolling Stone:
Madonna nunca se esquivou de arriscar. Trinta anos depois dela incendiar os anos 80 com a basílica discoteca "Like a Prayer", ela está tão gloriosamente estranha quanto nunca. Daí sua excelente e nova turnê Madame X, um testemunho da genialidade de sua loucura. [...] (Mencionando Bruce Springsteen) Como é gratificante que esses dois ícones dos anos 80 não apenas estejam no topo das paradas, eles o estão fazendo com seus trabalhos mais selvagens e experimentais. Escolhemos bem quando escolhemos esses dois como nossos heróis, certo? Como Madame X prova, Madonna nunca será o tipo de super estrela que repete seus sucessos, se apega a seus pontos fortes, ou só faz o que é seguro. Em vez disso, ela está ficando mais estranha com a idade. Agradeça a todos os anjos e santos por isso.

## Repertório
Este é o repertório da noite de abertura, ocorrida em Nova Iorque, nos Estados Unidos, em 17 de setembro de 2019.
1. "God Control"
2. "Dark Ballet"
3. "Human Nature"
4. "Express Yourself" (acapella)
5. "Madame X Manifesto" (interlúdio em vídeo)
6. "Vogue"
7. "I Don’t Search I Find"
8. "Papa Don't Preach" / "American Life"
9. "Coffin" (interlúdio em vídeo)
10. "Batuka"
11. "Fado Pechincha" (com Gasper Varela)
12. "Killers Who Are Partying"
13. "Crazy"
14. "Welcome to My Fado Club" / "La Isla Bonita"
15. "Sodade"
16. "Medellín"
17. "Extreme Occident"
18. "Rescue Me" (interlúdio em vídeo)
19. "Frozen"
20. "Come Alive"
21. "Future"
22. "Crave"
23. "Like a Prayer"

Bis
1. "I Rise"

## Datas
| 17 de setembro de 2019   | Nova Iorque   | Estados Unidos | Howard Gilman Opera House                      | 31,401 / 31,401 | $9,631,760 |
| 18 de setembro de 2019   | Nova Iorque   | Estados Unidos | Howard Gilman Opera House                      | 31,401 / 31,401 | $9,631,760 |
| 19 de setembro de 2019   | Nova Iorque   | Estados Unidos | Howard Gilman Opera House                      | 31,401 / 31,401 | $9,631,760 |
| 21 de setembro de 2019   | Nova Iorque   | Estados Unidos | Howard Gilman Opera House                      | 31,401 / 31,401 | $9,631,760 |
| 22 de setembro de 2019   | Nova Iorque   | Estados Unidos | Howard Gilman Opera House                      | 31,401 / 31,401 | $9,631,760 |
| 24 de setembro de 2019   | Nova Iorque   | Estados Unidos | Howard Gilman Opera House                      | 31,401 / 31,401 | $9,631,760 |
| 25 de setembro de 2019   | Nova Iorque   | Estados Unidos | Howard Gilman Opera House                      | 31,401 / 31,401 | $9,631,760 |
| 26 de setembro de 2019   | Nova Iorque   | Estados Unidos | Howard Gilman Opera House                      | 31,401 / 31,401 | $9,631,760 |
| 28 de setembro de 2019   | Nova Iorque   | Estados Unidos | Howard Gilman Opera House                      | 31,401 / 31,401 | $9,631,760 |
| 1 de outubro de 2019     | Nova Iorque   | Estados Unidos | Howard Gilman Opera House                      | 31,401 / 31,401 | $9,631,760 |
| 2 de outubro de 2019     | Nova Iorque   | Estados Unidos | Howard Gilman Opera House                      | 31,401 / 31,401 | $9,631,760 |
| 3 de outubro de 2019     | Nova Iorque   | Estados Unidos | Howard Gilman Opera House                      | 31,401 / 31,401 | $9,631,760 |
| 5 de outubro de 2019     | Nova Iorque   | Estados Unidos | Howard Gilman Opera House                      | 31,401 / 31,401 | $9,631,760 |
| 6 de outubro de 2019     | Nova Iorque   | Estados Unidos | Howard Gilman Opera House                      | 31,401 / 31,401 | $9,631,760 |
| 10 de outubro de 2019[a] | Nova Iorque   | Estados Unidos | Howard Gilman Opera House                      | 31,401 / 31,401 | $9,631,760 |
| 12 de outubro de 2019[b] | Nova Iorque   | Estados Unidos | Howard Gilman Opera House                      | 31,401 / 31,401 | $9,631,760 |
| 15 de outubro de 2019    | Chicago       | Estados Unidos | Chicago Theatre                                | 23,233 / 23,233 | $5,517,435 |
| 16 de outubro de 2019    | Chicago       | Estados Unidos | Chicago Theatre                                | 23,233 / 23,233 | $5,517,435 |
| 17 de outubro de 2019    | Chicago       | Estados Unidos | Chicago Theatre                                | 23,233 / 23,233 | $5,517,435 |
| 21 de outubro de 2019    | Chicago       | Estados Unidos | Chicago Theatre                                | 23,233 / 23,233 | $5,517,435 |
| 23 de outubro de 2019    | Chicago       | Estados Unidos | Chicago Theatre                                | 23,233 / 23,233 | $5,517,435 |
| 24 de outubro de 2019    | Chicago       | Estados Unidos | Chicago Theatre                                | 23,233 / 23,233 | $5,517,435 |
| 27 de outubro de 2019    | Chicago       | Estados Unidos | Chicago Theatre                                | 23,233 / 23,233 | $5,517,435 |
| 31 de outubro de 2019    | São Francisco | Estados Unidos | The Golden Gate Theatre                        | 6,744 / 6,744   | $1,945,333 |
| 2 de novembro de 2019    | São Francisco | Estados Unidos | The Golden Gate Theatre                        | 6,744 / 6,744   | $1,945,333 |
| 4 de novembro de 2019    | São Francisco | Estados Unidos | The Golden Gate Theatre                        | 6,744 / 6,744   | $1,945,333 |
| 7 de novembro de 2019    | Las Vegas     | Estados Unidos | The Colosseum at Caesars Palace                | 12,613 / 12,613 | $4,244,777 |
| 9 de novembro de 2019    | Las Vegas     | Estados Unidos | The Colosseum at Caesars Palace                | 12,613 / 12,613 | $4,244,777 |
| 10 de novembro de 2019   | Las Vegas     | Estados Unidos | The Colosseum at Caesars Palace                | 12,613 / 12,613 | $4,244,777 |
| 13 de novembro de 2019   | Los Angeles   | Estados Unidos | Wiltern Theatre                                | 17,941 / 17,941 | $5,874,394 |
| 14 de novembro de 2019   | Los Angeles   | Estados Unidos | Wiltern Theatre                                | 17,941 / 17,941 | $5,874,394 |
| 16 de novembro de 2019   | Los Angeles   | Estados Unidos | Wiltern Theatre                                | 17,941 / 17,941 | $5,874,394 |
| 17 de novembro de 2019   | Los Angeles   | Estados Unidos | Wiltern Theatre                                | 17,941 / 17,941 | $5,874,394 |
| 19 de novembro de 2019   | Los Angeles   | Estados Unidos | Wiltern Theatre                                | 17,941 / 17,941 | $5,874,394 |
| 20 de novembro de 2019   | Los Angeles   | Estados Unidos | Wiltern Theatre                                | 17,941 / 17,941 | $5,874,394 |
| 21 de novembro de 2019   | Los Angeles   | Estados Unidos | Wiltern Theatre                                | 17,941 / 17,941 | $5,874,394 |
| 23 de novembro de 2019   | Los Angeles   | Estados Unidos | Wiltern Theatre                                | 17,941 / 17,941 | $5,874,394 |
| 24 de novembro de 2019   | Los Angeles   | Estados Unidos | Wiltern Theatre                                | 17,941 / 17,941 | $5,874,394 |
| 25 de novembro de 2019   | Los Angeles   | Estados Unidos | Wiltern Theatre                                | 17,941 / 17,941 | $5,874,394 |
| 7 de dezembro de 2019    | Filadélfia    | Estados Unidos | The Met Philadelphia                           | 11,604 / 11,604 | $2,519,172 |
| 8 de dezembro de 2019    | Filadélfia    | Estados Unidos | The Met Philadelphia                           | 11,604 / 11,604 | $2,519,172 |
| 10 de dezembro de 2019   | Filadélfia    | Estados Unidos | The Met Philadelphia                           | 11,604 / 11,604 | $2,519,172 |
| 11 de dezembro de 2019   | Filadélfia    | Estados Unidos | The Met Philadelphia                           | 11,604 / 11,604 | $2,519,172 |
| 14 de dezembro de 2019   | Miami         | Estados Unidos | Fillmore Miami Beach at Jackie Gleason Theater | 13,339 / 13,339 | $3,727,742 |
| 15 de dezembro de 2019   | Miami         | Estados Unidos | Fillmore Miami Beach at Jackie Gleason Theater | 13,339 / 13,339 | $3,727,742 |
| 17 de dezembro de 2019   | Miami         | Estados Unidos | Fillmore Miami Beach at Jackie Gleason Theater | 13,339 / 13,339 | $3,727,742 |
| 18 de dezembro de 2019   | Miami         | Estados Unidos | Fillmore Miami Beach at Jackie Gleason Theater | 13,339 / 13,339 | $3,727,742 |
| 19 de dezembro de 2019   | Miami         | Estados Unidos | Fillmore Miami Beach at Jackie Gleason Theater | 13,339 / 13,339 | $3,727,742 |
| 20 de dezembro de 2019   | Miami         | Estados Unidos | Fillmore Miami Beach at Jackie Gleason Theater | 13,339 / 13,339 | $3,727,742 |
| 21 de dezembro de 2019   | Miami         |                | Fillmore Miami Beach at Jackie Gleason Theater | 13,339 / 13,339 | $3,727,742 |
| Etapa 2 — Europa         |               |                |                                                |                 |            |
| 12 de janeiro de 2020    | Lisboa        | Portugal       | Coliseu dos Recreios                           | 15,493 / 15,493 | $2,930,802 |
| 14 de janeiro de 2020    | Lisboa        | Portugal       | Coliseu dos Recreios                           | 15,493 / 15,493 | $2,930,802 |
| 16 de janeiro de 2020    | Lisboa        | Portugal       | Coliseu dos Recreios                           | 15,493 / 15,493 | $2,930,802 |
| 18 de janeiro de 2020    | Lisboa        | Portugal       | Coliseu dos Recreios                           | 15,493 / 15,493 | $2,930,802 |
| 21 de janeiro de 2020    | Lisboa        | Portugal       | Coliseu dos Recreios                           | 15,493 / 15,493 | $2,930,802 |
| 23 de janeiro de 2020    | Lisboa        | Portugal       | Coliseu dos Recreios                           | 15,493 / 15,493 | $2,930,802 |
| 29 de janeiro de 2020    | Londres       | Inglaterra     | London Palladium                               | 26,002 / 26,002 | $9,816,383 |
| 30 de janeiro de 2020    | Londres       | Inglaterra     | London Palladium                               | 26,002 / 26,002 | $9,816,383 |
| 1 de fevereiro de 2020   | Londres       | Inglaterra     | London Palladium                               | 26,002 / 26,002 | $9,816,383 |
| 2 de fevereiro de 2020   | Londres       | Inglaterra     | London Palladium                               | 26,002 / 26,002 | $9,816,383 |
| 5 de fevereiro de 2020   | Londres       | Inglaterra     | London Palladium                               | 26,002 / 26,002 | $9,816,383 |
| 6 de fevereiro de 2020   | Londres       | Inglaterra     | London Palladium                               | 26,002 / 26,002 | $9,816,383 |
| 8 de fevereiro de 2020   | Londres       | Inglaterra     | London Palladium                               | 26,002 / 26,002 | $9,816,383 |
| 9 de fevereiro de 2020   | Londres       | Inglaterra     | London Palladium                               | 26,002 / 26,002 | $9,816,383 |
| 12 de fevereiro de 2020  | Londres       | Inglaterra     | London Palladium                               | 26,002 / 26,002 | $9,816,383 |
| 13 de fevereiro de 2020  | Londres       | Inglaterra     | London Palladium                               | 26,002 / 26,002 | $9,816,383 |
| 15 de fevereiro de 2020  | Londres       | Inglaterra     | London Palladium                               | 26,002 / 26,002 | $9,816,383 |
| 16 de fevereiro de 2020  | Londres       | Inglaterra     | London Palladium                               | 26,002 / 26,002 | $9,816,383 |
| 22 de fevereiro de 2020  | Paris         | França         | Le Grand Rex                                   | 22,400 / 22,400 | $6,124,248 |
| 23 de fevereiro de 2020  | Paris         | França         | Le Grand Rex                                   | 22,400 / 22,400 | $6,124,248 |
| 26 de fevereiro de 2020  | Paris         | França         | Le Grand Rex                                   | 22,400 / 22,400 | $6,124,248 |
| 27 de fevereiro de 2020  | Paris         | França         | Le Grand Rex                                   | 22,400 / 22,400 | $6,124,248 |
| 29 de fevereiro de 2020  | Paris         | França         | Le Grand Rex                                   | 22,400 / 22,400 | $6,124,248 |
| 3 de março de 2020       | Paris         | França         | Le Grand Rex                                   | 22,400 / 22,400 | $6,124,248 |
| 4 de março de 2020       | Paris         | França         | Le Grand Rex                                   | 22,400 / 22,400 | $6,124,248 |
| 8 de março de 2020       | Paris         | França         | Le Grand Rex                                   | 22,400 / 22,400 | $6,124,248 |

| Data                    | Cidade      | País           | Local                                          | Razão                                     |
| ----------------------- | ----------- | -------------- | ---------------------------------------------- | ----------------------------------------- |
| 15 de setembro de 2019  | Nova Iorque | Estados Unidos | Howard Gilman Opera House                      | Conflito de datas                         |
| 7 de outubro de 2019    | Nova Iorque | Estados Unidos | Howard Gilman Opera House                      | Lesão[carece de fontes?]                  |
| 12 de novembro de 2019  | Los Angeles | Estados Unidos | Wiltern Theatre                                | Problemas de produção e conflito de datas |
| 30 de novembro de 2019  | Boston      | Estados Unidos | Boch Center Wang Theatre                       | Razões médicas                            |
| 1 de dezembro de 2019   | Boston      | Estados Unidos | Boch Center Wang Theatre                       | Razões médicas                            |
| 2 de dezembro de 2019   | Boston      | Estados Unidos | Boch Center Wang Theatre                       | Razões médicas                            |
| 22 de dezembro de 2019  | Miami       | Estados Unidos | Fillmore Miami Beach at Jackie Gleason Theater | Lesão                                     |
| 19 de janeiro de 2020   | Lisboa      | Portugal       | Coliseu dos Recreios                           | Lesão                                     |
| 22 de janeiro de 2020   | Lisboa      | Portugal       | Coliseu dos Recreios                           | Lesão                                     |
| 27 de janeiro de 2020   | Londres     | Inglaterra     | London Palladium                               | Lesão                                     |
| 4 de fevereiro de 2020  | Londres     | Inglaterra     | London Palladium                               | Lesão                                     |
| 11 de fevereiro de 2020 | Londres     | Inglaterra     | London Palladium                               | Lesão                                     |
| 20 de fevereiro de 2020 | Paris       | França         | Le Grand Rex                                   | Lesão                                     |
| 25 de fevereiro de 2020 | Paris       | França         | Le Grand Rex                                   | Lesão                                     |
| 1 de março de 2020      | Paris       | França         | Le Grand Rex                                   | Lesão                                     |
| 7 de março de 2020      | Paris       | França         | Le Grand Rex                                   | Lesão                                     |
| 10 de março de 2020     | Paris       | França         | Le Grand Rex                                   | Pandemia de COVID-19                      |
| 11 de março de 2020     | Paris       | França         | Le Grand Rex                                   | Pandemia de COVID-19                      |

## Créditos
Créditos adaptados do site oficial de Madonna.
Show
Criado e dirigido por Madonna
- Jamie King – Produtor criativo
- Megan Lawson – Co-diretor e coreógrafo chefe
- Damien Jalet – Conselheiro criativo
- Luigi Murenu & Iango Henzi – Consultores creativos
- Carla Kama – Produtor criativo associado
- Tiffany Olson – Produtor criativo associado
- Stephanie Roos – Produtor criativo associado
- Al Gurdon – Designer de iluminação
- Stufish Entertainment Architects – Design de set

Banda
- Madonna
- Kevin Antunes – Diretor musical
- Monte Pittman – violão
- Gaspar Goncalves – violão
- Rickey Pageot – Piano, acordeão e percussão
- Jessica Pina – Trompete e vocalista de apoio
- Ademiro "Miroca" Paris – Percussão e violão
- Carlos Mil-Homens – Percussão
- Francesca Dardani – Violino
- Celia Hatton – Viola
- Mariko Muranaka – Violoncelo
- Andrea “Munchie” Lanz – Vocalista de apoio
- Dana "Yazarah" Williams – Vocalista de apoio

Aristas Performáticos
- Ahlamalik Williams – Dançarino
- Marvin Gofin – Dançarino
- Mccall Olsen – Dançarino
- Baylie Olsen – Dançarino
- Allaune Blegbo – Dançarino
- Sasha Mallory – Dançarino
- Loic Mabanza – Dançarino
- Daniele Sibili – Dançarina
- Sierra Herrera-Grey – Dançarino
- Chaz Buzan – Dançarino
- Nicolas Huchard – Dançarino
- Ai Shimatsu – Dublê de haste de microfone

Batukadeiras
- Jussara Spencer
- Anastácia Carvalho
- Edna Oliveira
- Jessica Eliane Tavares
- Irina Paula Carvalho
- Darlene Barreto
- Catia Ramos
- Antonia Tavares
- Keila Cabral
- Ellah Barbosa
- Iara Xavier Santos
- Jacira Duarte
- Etelvina “Bianina” Tavares
- Idilsa Tavares

Coreógrafos
- Megan Lawson
- Matt Cady
- Marvin Gofin
- Damien Jalet
- Nicolas Huchard
- Baylie Olsen
- Mccall Olsen
- Ahlamalik Williams
- Derrell Bullock

Coreógrafos assistentes
- Nicolas Huchard
- Amilios Arapoglou
- Sierra Herrera
- Allaune Blegbo

Departamento de Figurino
- Eyob Yohannes – Designer de Figurino
- Taryn Shumway – Designer de Figurino Assistente
- Timothy Chernyaev – Designer de Figurino Assistente
- Mae Heidenreich – Designer de Figurino Assistente
- Aliyah Christmas – Designer de Figurino Assistente
- Amanda Kai – Coordenador do Departamento de Figurino
- Samuel Ososki – Alfaiate
- Michael Velasquez – Alfaiate
- Anthony Garcia – Alfaiate
- Kenberly Pierre-Paul – Assistente de Figurino
- Raquel Castellanos – Assistente
- Joya Cleveland – Relatório de Figurino
- Robert Christie – Desenhista de Figurino
- Lisa Krizner-George – Cortador
- Thayne Whitney – Costureiro/Modelador
- Ke Cindy – Costureira
- Teri Lloyd – Costureira
- Sandra Nieto – Costureira
- Ivanova Mariano – Costureira
- Mallory Rinker – Costureira
- Olga Kim – Alfaiataria
- Izabella Litvak – Alfaiataria
- Aris Bordo – Alfaiataria
- Noelle Rasco – Costura
- Arielle Crawford – Costura
- Anna Kate Reep – Costura
- Brandon Brinkley – Comprador
- Alexa O’neil – Compradora
- Toni Grant – Comprador
- Lucy Gaston – Compradora
- Lauren Lau – Compradora
- Aran Simi – Estagiário de Figurino
- Geraldine Henriques – Estagiária de Figurino
- Toni Grant – Estagiário de Figurino
- Luis Fereira – Estagiário de Figurino
- Catherine Goba – Estagiária de Figurino

Live Nation
- Arthur Fogel – Promotor e produtor da Turnê
- Gerry Barad –  Promotor Associado
- Tres Thomas – Diretor da Turnê
- Rick Sobkowiak – Contador e Operações da Turnê
- Colleen Cozart – Contador da Produção
- Tiffany Hilliard – Assistente de Arthur Fogel
- Staci Saari – Bilheteria
- Cynthia Oknaian – Bilheteria
- Sherine Sherman – Coordenadora do Programa VIP
- Brian Samuelson – Coordenador do Programa VIP

A Equipe
- Andy Lecompte – Cabeleireiro de Madonna
- Aaron Henrikson – Maquiador de Madonna
- Jean-Michel Ete – Nutricionista
- Tarin Graham – Esteticista
- Marlyn Ortiz – Trainador de Madonna
- Hind Abdul Jabbar, Rita Melssen – Assistentes de Madonna
- Jill McCutchan – Gerente da Turnê
- Tori Fillat – Assistente da Turnê
- Travis Dorsey – Chef
- Natalia Dyduch – Camareira
- Ricardo Gomes – Mídias Sociais
- Jeremy Childs – Gerente de Estrada
- Tony Villanueva – Camareiro Chefe
- Diogo Goncalves – Assistente
- Corvett Hunt – Cabeleireiro
- Kamilah Gerestant – Tranceiro
- Justin Heslop – Maquiador

Equipe da Turnê
- Jason “JD” Danter – Gerente da Produção
- Brian Wares – Gerente de Palco
- Mike Morobitto – Gerente de Palco Teatral
- Emma Cederblad – Coordenação de Produção
- Justin Mcquown – Diretor de Segurança
- Carla Vagland – Segurança de Local
- Harry Forster – Diretor de Iluminação
- Oli James – Chefe da Equipe de Iluminação
- James Jones III – Técnico de Iluminação
- Mike Rothwell – Técnico de Iluminação
- Dave Baxter – Técnico de Iluminação
- Matt Levine – Técnico de Iluminação
- Jason “Lew Lew” Lewis – Montador
- Sean Mullarkey – Automação
- Rod “Rawd” Van Egmond – Carpinteiro Chefe
- Allen “A.J.” Haley – Carpinteiro
- Eric Cardoza – Adereços/Carpinteiro
- Tim Colvard – Engenheiro de FOH
- Demetrius Moore – Técnico de Áudio de Microfone
- Sean Spuehler – Engenheiro de Mixagem de Voz
- Lauren D’elia – Engenheiro de Mixagem de Voz
- Matt Napier – Engenheiro de Monitor
- Alistair “Ali” Viles – Engenheiro de RF/Áudio
- Lee Fox-Furnell – Técnico de Monitor
- Arno Voortman – Engenheiro de Sistema de Áudio
- Robert “Bongo” Longo – Técnico de Apoio Chefe (Teclados)
- Tommy Simpson – Técnico de Apoio (Cordofones)
- Iain “Robbo” Robertson – Técnico de Apoio (Bateria/Percussão)
- Dan Roe – Programador
- Gemma Daly – Ambiente
- Allison Sulock – Técnico de Servidor de Vídeo
- Dany Lambert – Projecionista de Vídeo
- Heken “Mel” Dykes – Supervisor de Figurino
- Candice Lawrence – Figurino
- Noriko Kakihara – Figurino
- Michael Velasquez – Alfaiate
- John Spink – Merchandise

Conteúdo de Vídeo
- Danny Tull – Diretor de Conteúdo de Vídeo
- Nuno Xico – Editor
- Russ Senzatimore – Editor
- Tom Watson – Editor
- Jerry Chia – Editor
- Ryan Drake – Editor
- Hamish Lyons – Editor

Gerenciamento
- Guy Oseary – Gerente
- Sara Zambreno – Gerente
- Danielle Doll – Coordenador de Gerenciamento
- Maria Jose Gutierrez Reyes – Coordenador de Gerenciamento
- Rachel Gordh – Assistente de Guy Oseary
- Johann Delebarre – Webmaster

Merchandise da Live Nation
- Bruce Fingeret
- Alyssa Tobias
- Pete Weber
- Ben Rawling

Design do Tour Book
- Anya Lange

Fotografia do Tour Book
- Ricardo Gomes
- Steven Klein

Designers Participantes
- Elizabeth Manuel
- Prada
- Miu Miu
- Burberry
- Versace
- Paula Rowan (Luvas)
- Mugler
- Agent Provocateur